# Bodens HF
Bodens HF – szwedzki klub hokeja na lodzie z siedzibą w Boden.